# Црква Христа Спаситеља у Убу
Црква Христа Спаситеља у Убу, насељеном месту и седишту истоимене општине, освећена је 2011. године, као четврта црква на истом месту. Посвећена је Светом Вазнесењу Господњем (Спасовдан), коју слави и варошица Уб. Припада Архијерејском намесништву тамнавском Епархије ваљевске Српске православне цркве.
Темељи цркве су постављени у мају 1998. године, а освећење завршеног храма извршио је епископ ваљевски Милутин, 18. септембра 2011. године, од када се у њему редовно одржавају богослужења.
Међу реткостима ове цркве налазе се старе црквене књиге из Русије, као што су триод, октоих, дванаест минеја, два стара окована јеванђеља, један крст од сребра у филиграну, један сребрни путир са филиграном, други путир и дискос кога је цркви даровао Бож.

## Прошлост
О првој цркви у Убу скоро да нема никаквих података. У Летопису цркве на Убу који је започео прота Љубомир Костић, пише следеће: „Стара црква на Убу била је свакојако једна од најстаријих у округу ваљевском. Она је, по причању старих људи, који су још пре једне деценије помрли, била дрвена и трошна црквица, шиндром покривена”.  Овом приликом, ради лакшег сналажења у хронологији, треба напоменути да је прота Љубомир водио Летопис цркве на Убу двадесетих година 20. века. Нема никаквог значајнијег путоказа који би указао кад је прва убска црква подигнута, нити ко ју је подигао. Ипак, неки споменици у црквеној порти, као и записи на богослужбеним књигама из Русије, потврђују тезу о постојању цркве-плетаре у Убу, током 18. и почетком 19. века, пре и за време Првог српског устанка.
Значајно сведочанство о убској цркви оставио је Јоаким Вујић, који је 1826. године, по налогу кнеза Милоша Обреновића, кренуо на путовање по Србији, с циљем да разгледа и опише све „древности и реткости”. Након овог путовања, у Будиму је, 1828. године издао свој знаменити путопис Путешествије по Сербији, где је записано да је у Убу наишао на цркву и школу. Потврду Вујићевог записа, скоро истовремено, налазимо код Георгија Магарашевића, који је 1827. године стигао на Уб. Оба путописца се слажу у томе да је 1826, односно 1827. године, постојала велика, нова убска црква, добро снабдевена, грађена сигурно од чврстог материјала. 
С друге стране, на основу шематизма Шабачко-ваљевске епархије и својих проучавања, савремени црквени историчар прота Марко Павловић из Шапца, узима годину 1865. као годину изградње ове, како он каже, треће по реду цркве у Убу. Познато је и да је, већ 1870. године, рађено на њеној поправци. У Летопису цркве стоји: „ Црква је подигнута 1865. године, а освећена је тек у августу 1912. године”. Тачни разлози за подизање две цркве (1822. и 1865.године), у овако кратком временском периоду, остали су непознати.
Црква подигнута 1865. године налазила се у некадашњем горњем делу убске чаршије, на истом месту где се налазила претходна црква и где ће се налазити потоња, нова црква, чија градња је започета крајем 20. века. Црква је била у барокном стилу, са торњем на чијем врху се налазио лепо урађен метални крст. Грађена је од тврдог материјала, какав је коришћен у то доба. На унутрашњим зидовима није било никаквих фресака, осим неких декорација у више боја. Иконостас је био барокни, а иконе на њему радио је истакнути представник српског класицизма, руски ђак, Лазар Крџалић, коме је ово један од првих радова од повратка са школовања у Србију. Осликавање је започео 1885. године, а завршени иконостас се састојао од 34 иконе, које су, након разградње барокне цркве, демонтиране и постављене на нови иконостас цркве-брвнаре. 
Ова црква је обнављана више пута. Забележено је да је то рађено у два маха после Првог светског рата, током кога је претрпела велика оштећења. Делећи судбину свога поробљеног народа, она је, у том рату, била претворена у аустроугарску коњушницу, а након тога у болницу. Тада су, вероватно, са њеног торња скинута звона и однета у Аустрију како би била претопљена у топовску ђулад, као што је то чињено и по другим местима окупиране Србије. О томе немамо ближих података, али је сигурно црква поседовала звона. После тога, прво звоно набављено је тек 1923. године, а на Туциндан 1932. године, набављено је и друго звоно. Мада невелика, због своје лепоте и хармоничности звука, ова звона била су посебно препознатљива. Она су својевремено послужила и позајмила свој милозвучни глас за снимање филма „Дарови сироте Марије”.
У Другом светском рату, уследило је ново страдање убске светиње. Једно време, служила је као затвор за таоце које су Немци заробили, па их ослободили на Свету Петку коју, од тада, многи Убљани славе као своју заветну славу. Током борби дошло је и до оштећења на црквеном торњу, па су трагови куршума били видљиви све до разградње цркве. 
У новије време, убска црква је више пута поправљана, учвршћивана бетонским прстеном око темеља и у висини прозора, кречена, декорисана. Потпуна реконструкција храма није била могућа, па је он, и поред мањих поправки, постепено пропадао, што је достигло кулминацију крајем 20. века. Додатна оштећења проузроковао је теретни саобраћај на путу удаљеном само десетак метара од цркве. Уздрмани темељи и видљиве пукотине по зидовима, посебно изражене на северозападном делу храма, нису могле  бити лако саниране, па је све то допринело његовој коначној судбини.

## Подизање данашње цркве
Црквени одбор ангажовао је најбоље стручњаке за црквену архитектуру, са намером да се приступи генералној реконструкцији цркве. У ту сврху, урађен је пројекат санације, који је захтевао огромна средства, а није гарантовао пуни успех и сигурност читавог подухвата. Почело се тада озбиљно размишљати о градњи нове цркве Вазнесења Господњег. Одлука о градњи новог храма донета је 1997. године, док је темељ за њега постављен у мају 1998. године. Грађевински радови успешно су приведени крају 2002. године. Изградња храма почела је захваљујући добровољним прилозима народа Уба и Тамнаве, средствима локалне самоуправе, али је значајан део средстава обезбеђен захваљујући несебичној помоћи Станка Суботића из Уба.

## Архитектура цркве
Изграђена је по пројекту архитекте др Предрага Ристића, једног од најбољих познавалаца српске црквене архитектуре. Грађена у српско-византијском стилу, по узору на цркве Светих архангела и Богородице Љевишке у Призрену. 
Нови Саборни храм је импозантних димензија. Висок је 36 метара, а на богослужењу, одједном, може да прими око хиљаду верника. Спољашњост храма урађена је преплетом ваљевске сиге (меки камен боје слонове кости, са нијансама које вуку на браонкасто и жућкасто) и камена, док је између редова убацивана је црвена цигла. Косовска симболика је присутна у храму и огледа се, осим у чињеници да је грађен по узору на цркву Светих архангела, и у податку да је полијелеј, који доминира храмом, тежак тачно 1389 килограма, што симболично означава годину у којој  се одиграла Косовска битка. Поред архитектуре, у цркви је реконструисан и подни мозаик из цркве Светих архангела у Призрену.    
Три звона за нови Саборни храм изливена су у најпознатијој европској звоноливници „Грас Мајер”, у аустријском граду Инзбруку. Прво и највеће звоно, које је у то време било једно од највећих у Епархији шабачко-ваљевској, тешко је 1536 килограма, средње 1076, а треће 638 килограма. Звона су рађена према посебним таблицама за тоналитет звона православних цркава и њихов звук простире се десетак километара у пречнику. Стручну екипу за изливање звона окупио је др Предраг Ристић, архитекта убске цркве. Чин освећења звона за нову цркву обавио је, 24. септембра 2001. године, изасланик Епископа шабачко-ваљевског архимандрит Милутин Кнежевић, старешина манастира Каоне, садашњи Епископ ваљевски. 

## Живопис и иконостас
У изградњи и фрескописању цркве ангажовани су најбољи познаваоци старе српско-византијске архитектуре и уметности, у великој жељи да то буде најлепша српска, православна црква на овом простору. Фрескописање целе површине храма од 2480 квадратних метара радило је десетак најпознатијих руских фрескописаца, на челу са знаменитим Николајем Мухином. Он је, 1996. године, учествовао на осликавању храма Христа Спаситеља у Москви, највеће православне цркве на свету, за шта му је додељен орден Руске православне цркве ‒ Свети Сергије Радоњешки III реда. Програм распореда живописа у убској цркви израдила је историчар уметности др Ирина Леонидовна Бусева, виши научни сарадник Научно-истраживачког института теорије и историје ликовне уметности Руске академије уметности, у сарадњи са нашим професором Сретеном Петковићем.
Посебан раритет у православним храмовима је фреска Милице Костић (1956—1974), тј. Милице Крушевачке, мученички пострадале осамнаестогодишње девојке из околине Крушевца, која је жртвовала свој живот у жељи да, пред нападом силоватеља, сачува своју девственост, представља једну од знаменитости храма у Убу. О њеном подвигу писали су многи – патријарх Павле, као и архимандрит Тихон у својој књизи Борба за достојанство. Треба напоменути да је њен лик први пут живописан на фресци управо у убском храму. Ова фреска се налази у наосу храма, са леве стране, испод фреске њене знамените имењакиње царице Милице, односно Свете Евгеније Српске.
Иконостас се састоји од 25 икона, а осликала га је Биљана Живановић из Уба, која је, 2006. године, урадила иконе за иконостас цркве посвећене Светој мати Ангелини у селу Тулари, надомак Уба. 
Лепотом се истичу и подни мозаик у храму, као и прекрасни тронови Христа и Богородице.

## Комплекс
У порту се може ући кроз две капије: северну и западну. Северна капија представља дугу, са каменом куглом од 300 килограма и осветљеном круном на врху. На капији главног, западног улаза у Саборни храм налазе се четири куполе са четири позлаћена крста. Посматрано споља, са леве и десне стране налазе се два архангела чувара − Михаило и Гаврило. По уласку, на десној страни, налази се простор за паљење свећа.

### Богослужбени објекти
Поред храма Христа Спаситеља, од богослужбених грађевина у порти се налазе:
Црква-брвнара, посвећена Светом Макарију Египатском, саграђена је 1999. године, за време НАТО бомбардовања Србије, како би се до завршетка Саборног храма имало где служити. Површина цркве је 140 m², а изграђена је за 100 дана. У њу су пренети иконостас и стасидије из старе цркве и до освећења новог Саборног храма, у њој су вршена сва богослужења. Изграђена је по угледу на брвнару у Заблаћу, а пројекат је урадио др Предраг Ристић. Освећење је извршио Епископ шабачко-ваљевски Лаврентије, на празник Светог Макарија, 1. фебруара 2001. године. Православна народна хришћанска заједница „Свети Макарије”, која делује при храму Христа Спаситеља, сваког 1. фебруара по новом календару, литургијом у овој цркви-брвнари прославља своју братствену славу.
Црква-крстионица – хагијазма, посвећена празновању Иконе Пресвете Богородице Тројеручице, налази се на северној страни, посматрано од Саборног храма, преко пута чесме. Изграђена је у част и спомен на четвородневни боравак Чудотворне иконе Богородице Тројеручице, у Убу, од 13. до 16. марта 1999. године. Слава крстионице, као и слава убског црквеног хора, је Икона Богородице Тројеручице коју Српска православна црква празнује 25. јула, по новом календару. Крстионица је намењена за свечане прилике крштења деце и одраслих. Она је такође пројектантско дело др Предрага Ристића. Стил градње је српско-византијски, од камена, сиге и опеке. На храму доминира прекрасни часни крст са посебно израженим рељефним линијама и украсима, сачињен у уметничкој радионици Реклића из Београда, а по идејном решењу студената Академије за уметност и конзервацију Српске православне цркве. У средини храма налази се ваптизаријум (крстионица) у бордо камену, сачуван и пренет из старе убске цркве, до кога, посебним цевима, долази и одлази вода за крштење. Иконостас на малом олтару је у резбареном дрвету. Са леве и десне стране од улаза, налазе се камене посуде за паљење свећа. Занимљиво је да је овај Богородичин храм фрескописан почетком 2000. године, пре великог Саборног храма. Фрескописао га је Николај Мухин, али у нешто светлијим бојама него што ће бити фреске у Саборном храму, како би биле прилагођене величини простора.
Црква Светог великомученика Георгија налази се у припрати Саборног храма, као у древним храмовима из периода Немањића. То је параклис (мали храм), црква-исповедаоница посвећена Светом Георгију, ранохришћанском мученику из 4. века. На свим фрескама, у овој цркви унутар цркве, приказане су сцене из живота Светог Георгија. То је, истовремено, четврта црква која се налази у убској порти.

### Пратеће грађевине
Од објеката који немају богослужбену намену, у порти се налазе на североисточној страни − нови црквени дом где се налази канцеларија Начелника за веронауку Православне епархије ваљевске и Завичајни музеј, до њега је стари црквено-парохијски дом у чијем приземљу се налазе велика народна сала и канцеларије свештеника и Архијерејског намесника тамнавског, следи црквена продавница − сувенирница. Између цркве-брвнаре и новог храма налази се собрашица, на јужној страни порте је камена фонтана, док се на самом улазу у порту, са десне стране, налази чесма украшена мозаиком Христа са Самарјанком. На југоистоку порте налази се Памјаник усопших − гробље свештенослужитеља и добротвора храма.
Порта цркве у Убу, иако је мењала намене − од учионице, за време Другог светског рата, до места културних дешавања почетком 21. века − одувек је словила за изузетно лепу и уређену. Ограђена и уређена са доста смисла за лепоту, пуна цвећа, привлачи пажњу не само Убљана, већ и путника-намерника, као и случајних пролазника. Почев од 1923. године, посебно је био украшен њен горњи, источни део. Чак постоји податак  да је посебна комисија Епархије шабачке, која је оцењивала лепоту убске цркве, тридесетих година 20. века, доделила  њеној порти прву награду.